# Lymeon tricolor
Lymeon tricolor là một loài tò vò trong họ Ichneumonidae.